# Werner Kalisch
Werner Kalisch (* 10. Oktober 1912 in Lyck, Ostpreußen; † 22. Juli 1999 in Seeshaupt am Starnberger See) war „Wertejurist“ im Nationalsozialismus und Wegbereiter des kirchlichen Sonderarbeitsrechts (Dienstgemeinschaft) im Nachkriegsdeutschland.

## Werdegang bis 1945
Kalischs Eltern waren der Rendant Franz Kalisch und Marie Kalisch, geb. Erbarth. Nach der Volksschule besuchte Kalisch die Staatliche Bildungsanstalt in Naumburg/Saale und legte dort 1932 die Reifeprüfung ab. Im gleichen Jahr begann er das Studium der Evangelischen Theologie an der Universität Halle-Wittenberg. Sein erstes theologisches Examen bestand er im Dezember 1938. Mehrere Auslandsreisen führten Kalisch nach Südslawien, Rumänien und Ungarn, wo er sich insbesondere mit den dortigen „kirchlichen und kirchenrechtlichen Verhältnissen“ auseinandersetzte. Bereits 1935 begann Kalisch, parallel zu seinem Theologiestudium, mit dem Jurastudium, das er am 2. März 1940 mit dem ersten juristischen Staatsexamen abschloss. Ausweislich seiner Promotionsakte wurde der Gerichtsreferendar Werner Kalisch am 17. Juli 1940 an der Rechts- und Staatswissenschaftlichen Fakultät der Martin-Luther-Universität Halle-Wittenberg promoviert. Seine Arbeit trägt den Titel: Die öffentlich-rechtliche Stellung des preußischen evangelischen Pfarrers vom allgemeinen Landrecht bis zur Gegenwart.
Zu diesem Zeitpunkt hatten die Universität und insbesondere die juristische Fakultät bereits weitgehend ihr Renommee eingebüßt. „Das Niveau von Lehre und Forschung sank seit dem Verlust der jüdischen Lehrer ab 1933 rapide ab, ganz abgesehen von dem ideologischen (völkischen, rassistischen, totalitären) Druck, der vor allem auch auf die Rechtswissenschaft ausgeübt wurde und ihr Niveau entscheidend minderte, […] Insgesamt waren bis 1937 aus der Gesamtuniversität 16 Ordinarien, zwei persönliche Ordinarien, zwei Honorarprofessoren, neun außerordentliche Professoren, zwei Privatdozenten und zwei Lektoren vertrieben worden. Hierbei entstammte allein die Hälfte der entlassenen Ordinarien der Rechts-und Staatswissenschaftlichen Fakultät, die damit die weitaus größten Verluste aller Fakultäten der Universität aufwies.“
Kalisch war Mitglied der SA (1933–1938), der NSV (1935–1945), des NS-Rechtswahrerbundes (1940–1945), des NS-Altherrenbundes (1940–1945) und der Deutschen Studentenschaft (NSDStB). Am 12. Januar 1940 hatte er die Aufnahme in die NSDAP beantragt und wurde zum 1. April desselben Jahres aufgenommen (Mitgliedsnummer 7.987.191). In seiner Entnazifizierungsakte gibt Kalisch zu Protokoll, dass die Mitgliedschaften in der SA und der Deutschen Studentenschaft nicht freiwillig erfolgten, sondern zwangsläufig mit seinem Studium an der Universität Halle/Saale verbunden waren. Weiter gibt er zu Protokoll, dass er nach seinem ersten juristischen Examen, die „Befähigung zum Richteramt erwerben“ wollte und deshalb gezwungenermaßen die Mitgliedschaft in der NSDAP beantragen musste. Ein Parteibuch habe er aber bis 1945 nicht erhalten, ebenso habe er keine Mitgliedsbeiträge gezahlt.
Diese Aussagen scheinen auf den ersten Blick glaubwürdig zu sein. Andererseits spiegeln sie das typische „Strickmuster“ der Abwehr und Rationalisierung, dass nahezu alle ehemaligen Nationalsozialisten in den Entnazifizierungs- und Gerichtsverfahren vortrugen. Auffällig ist zudem, dass Kalisch noch 1940 Mitglied im NS-Rechtswahrerbund und NS-Altherrenbund wurde. Ganz offensichtlich hatte Kalisch die Karriere im NS-Staat weiter fest im Blick.
Von April 1940 bis Juni 1940 war Kalisch Assistent am OLG Naumburg/Saale. Er absolvierte danach eine einmonatige Rekrutenausbildung und war dann im Rang eines Unteroffiziers als Dolmetscher in verschiedenen Einheiten der Wehrmacht bis zur Kapitulation tätig.

## Nachkriegszeit
Ab Juli 1945 setzte Kalisch zunächst seine Assistententätigkeit am OLG Naumburg und Halle/Saale fort, bis er durch die Entscheidung des Justizministers vom 4. Juli 1947 wegen seiner NS-Vergangenheit aus dem Vorbereitungsdienst entlassen wurde. Da Kalisch gleichzeitig noch Assistent an der juristischen Fakultät der Universität Halle war, kündigte er eigenständig sein dortiges Dienstverhältnis. Kalisch zog nach Göttingen, wo er zunächst als Assistent an der Rechts- und Staatswissenschaftlichen Fakultät der Universität arbeitete und auch seine Ausbildung im Justizdienst fortsetzte. Im gleichen Jahr wechselte er zum OLG Celle, zuletzt in der Position als Oberlandesgerichtsrat. Ab 1953 war er Oberregierungsrat im Kultusministerium des Landes Niedersachsen in Hannover.
Später avancierte Kalisch zum Ministerialrat, wie aus einem Brief von Rudolf Smend an Kalisch gerichteten Brief vom 8. Februar 1967 hervorgeht.
Der weitere berufliche Werdegang konnte nicht aufgeklärt werden. Bis 1996 lebte Kalisch südlich von Hannover in der Gemeinde Wennigsen. 84-jährig zog er im selben Jahr an den Starnberger See in die Gemeinde Seeshaupt, wo er am 22. Juli 1999 verstarb.

## Veröffentlichungen
Zur Einschätzung der Kontinuitäten im Leben und in den Einstellungen von Werner Kalisch dienen seine beiden wichtigsten Veröffentlichungen:
Die Promotionsarbeit aus dem Jahr 1940: Die öffentlich-rechtliche Stellung des preußischen Pfarrers vom allgemeinen Landrecht bis zur Gegenwart.
Der Aufsatz mit dem Titel: „Grund-und Einzelfragen des kirchlichen Dienstrechts“. Diese Arbeit erschien 1952 in der Zeitschrift für evangelisches Kirchenrecht (herausgegeben vom Kirchenrechtlichen Institut der EKD, Göttingen). Die ZevKR ist mehr als eine Fachzeitschrift, sie ist programmatische Zeitschrift und zugleich Sprachrohr von Institut und EKD. In einer Veröffentlichung der EKD heißt es: „Neben der zeitbedingten Aufgabe, die Vereinbarkeit des während der nationalsozialistischen Zeit erlassenen Kirchenrechts mit Schrift und Bekenntnis zu überprüfen, war das Institut insbesondere dazu errichtet worden, die EKD, gliedkirchliche Zusammenschlüsse und die einzelnen Landeskirchen durch Erstattung von Rechtsgutachten in kirchen-und staatsrechtlichen Fragen zu beraten. In vielen Fällen wurden die erstatteten Gutachten als Abhandlungen veröffentlicht, andere in Sammelbänden abgedruckt.“ Insofern ist es bemerkenswert, dass schon wenige Jahre nach Kriegsende ein Jurist mit erklärt völkisch-nationaler und antijüdischer Einstellung in diesem bedeutenden Organ der Evangelischen Kirche reputierlich veröffentlichen konnte. Die zweite nunmehr „kirchliche Entnazifizierung“ zeitigt langfristige Wirkungen: Kalischs Beitrag erhält in der Folgezeit den Rang eines Grundlagendokumentes für den Sonderweg („Dritter Weg“) der Kirchen in der Arbeitsrechtsetzung.

## Kontinuitäten und Wandlungsfähigkeit
In Kalischs Veröffentlichungen geht es um das kirchliche Dienstrecht, die Stellung der Geistlichen und im weiteren Sinne der kirchlichen Mitarbeiter zum Staat. Eine zentrale Rolle spielt dabei der nationalsozialistische Begriff der Dienstgemeinschaft.
In der ersten Arbeit aus dem Jahr 1940 präsentiert sich Kalisch als treuer Gefolgsmann des Nationalsozialismus und als Deutscher Christ. Die Weimarer Republik wird als Zwischenreich bezeichnet, in dem es zu einem folgenschweren Dammbruch im Verhältnis von Staat und Kirche komme. In der Trennung, festgeschrieben in Artikel 137 Absatz 1 der Weimarer Verfassung, sieht Kalisch das „böse Werk jüdisch-bolschewistischer Kräfte“. Der NS-Staat bewahre die Kirche vor der sektenhaften Zersplitterung. Die Deutsche Evangelische Kirche sei Teil der Volksgemeinschaft. Der evangelische Pfarrer diene immer zugleich seinem „Herrn Jesus Christus und seinem Volk“. Dem Führer verpflichte er sich zu „Treue und Gehorsam“. Der Treueeid auf den Führer sei unverzichtbar. Kalisch bezeichnet ihn als die „bindendste Form des Verpflichtetseins“. Der Treueid wird somit zu einem Akt der religiösen Weihe. Wer sich verweigert, kann nicht mehr Pfarrer und Beamter der Kirche sein. Er wird mit Gefängnis bis zu zwei Jahren bestraft.
In der zweiten Arbeit aus dem Jahr 1952 argumentiert Kalisch nicht mehr in den Schemata der Deutschen Christen: völkisch-national und antijüdisch, sondern staatsrechtlich und theologisch. Er nimmt Bezug auf Artikel 137 Absatz 1 und 3 WRV in Verbindung mit Artikel 140 des Grundgesetzes und leitet jetzt aus der Neutralität des Staates gegenüber den Religionsgemeinschaften auch deren Recht auf ein eigenständiges Dienstrecht ab. In Anlehnung an den Staatsrechtler Heckel sieht Kalisch im sogenannten Schrankenvorbehalt kein Hindernis. Dass die Kirchen in der Zeit der Weimarer Republik Tarifverträge abgeschlossen haben, leugnet er zwar nicht, sieht darin aber keine Angriffsfläche. Indem er nunmehr theologisch argumentiert, versucht er die Kirche gegen Angriffe von außen zu immunisieren.
Eklektisch führt er die dialektische Theologie, den Kirchenkampf, das neue Selbstverständnis der Diakonie an, um die in „der Vergangenheit verdunkelte Erkenntnis“ wieder an Licht zu holen: „Das in allen noch so verschiedenen Funktionen des einen Dienstes in der Kirche und ihren Werken lebendige Bezeugen der frohen Botschaft verbindet alle die darin Stehenden zu einer großen Gemeinschaft des Dienstes.“ Explizit führt er das Gleichnis von den Arbeitern im Weinberg (Mt 20,1–16 ) und Christus als Haupt der Kirche (Eph 4,15,16 ) an. Sein Credo: „Das kirchliche Dienstrecht ist weder Arbeitsrecht noch öffentliches Recht, sondern Kirchenrecht.“ Aus der so gefassten Dienstgemeinschaft ergebe sich nunmehr die Verpflichtung der Kirche, ein eigenständiges kirchliches Dienstrecht zu gestalten. Folgen wir der Gestaltungsperspektive Kalischs, dann heißt Dienstgemeinschaft: „Abwesenheit von Gewerkschaften, keine Betriebsräte, keine Tarifautonomie, keine Tarifverträge, kein Streikrecht, sondern religiös überhöhtes Gefolgschaftsprinzip und Steuerung allein durch die Kirche, in Verbindung mit je nach Berufsgruppen enger oder weiter gefassten Loyalitätsrichtlinien.“ Wir stellen fest, die nationalsozialistische Dienstgemeinschaft von 1934 weist in der Fassung von 1952, abgesehen von der völkischen Einbindung, exakt dieselben Eckpunkte auf. Sie ist antidemokratisch, antigewerkschaftlich und basiert auf einem durch Misstrauen gekennzeichneten Menschenbild.